# Acalypha welwitschiana
Acalypha welwitschiana är en törelväxtart som beskrevs av Johannes Müller Argoviensis. Acalypha welwitschiana ingår i släktet akalyfor, och familjen törelväxter. Inga underarter finns listade i Catalogue of Life.